# Яскульські

Герб Лещиць.

Яску́льські гербу Лещиць (пол. Jaskólscy, Jaskólski, Jaskulski) — польський шляхетський рід Речі Посполитої. Походить із Великопольщі, з Саноцької землі. Також — Яскольські (Jaskolski).

## Представники
- Маріуш-Станіслав Яскульський (? — 1683) — чернігівський воєвода.